# Трупіал веракрузький
Трупіа́л веракрузький (Icterus fuertesi) — вид горобцеподібних птахів родини трупіалових (Icteridae). Ендемік Мексики. Вид названий на честь американського орнітолога та ілюстратора Луїса Агассіза Фуертеса Деякі дослідники класифікують його як підвид садового трупіала.

## Поширення і екологія
Веракрузькі трупіали гніздяться на узбережжі Мексиканської затоки, від крайнього південного сходу Тамауліпасу до західного Табаско. Взимку вони мігрують на тихоокеанське узбережжя Мексики, від Герреро до південного Чіапаса. Веракрузькі трупіали живуть в сухих чагарникових заростях, зокрема в заростях гібіску Hibiscus tiliaceus. Живляться комахами, плодами і нектаром Combretum fruticosum.